# Трегубович, Марина Викторовна
Марина Викторовна Трегубович (Выборнова) (3 февраля 1967, Ленинград) — советская и российская оперная певица, актриса театра и кино, сценарист, педагог по вокалу. Дочь известного советского режиссёра Виктора Ивановича Трегубовича. Начиная с 1993 года является ведущей солисткой Михайловского театра в Санкт-Петербурге.

## Биография
Марина Трегубович (Выборнова) родилась 3 февраля 1967 года в Ленинграде. Отец — кинорежиссёр Виктор Трегубович, мать — учительница высшей математики и информатики Юнесса Трегубович.
В кино начала сниматься с 6 лет, дебютировав в 1973 году в фильме своего отца «Старые стены». С 1984 года работала в Санкт-Петербургском Театре Музыкальной Комедии.
В 1988 году вышла замуж за актёра театра и кино Сергея Выборнова. Имеет дочь и сына.
В 1993 году окончила Санкт-Петербургскую Государственную Консерваторию им. Римского-Корсакова. С 1993 года — ведущая солистка Михайловского театра.
В 2000—2002 гг. по приглашению работала в Баденском государственном театре города Карлсруэ (Германия) в качестве солистки и педагога по русскому языку.
С 2001 года ежегодно гастролирует с рождественской программой в Токио, Иокогаму, Осаку, Нагою, Хикон (Япония).
С 2004 г. сотрудничает с Дьюкским Университетом города Дарем, США.
В 2006 году выступала на сцене Индианской консерватории в США.
В 2007 году была номинирована на Высшую театральную премию Санкт-Петербурга «Золотая маска» за роль Домны Сабуровой в спектакле «Царская невеста» Михайловского театра.
В сезоне 2015—2016 годов исполняла партии лирико-драматического сопрано в операх П. И. Чайковского, Дж. Верди, П. Масканьи, Дж. Пуччини, А. Дворжака, Б. В. Асафьева, Э. Хумпердинка в Михайловском театре.
3 февраля 2017 года Михайловский театр посвятил оперу Дж. Верди «Бал-Маскарад» юбилею Марины Трегубович, которая исполнила в этот вечер партию Амелии.
Марина Трегубович — обладательница лирико-драматического сопрано. По мнению музыкальных критиков[кого?], её выступления отличают предельная внутренняя собранность, глубокое проникновение в создаваемый образ и эмоциональность.
Одной из самых любимых партий певицы является партия Тоски из одноимённой оперы Дж. Пуччини.

## Творчество

### Роли в театре
- «Бал Маскарад» — Амелия
- «Тоска» — Тоска
- «Летучая мышь» — Розалинда
- «Отелло» — Дездемона
- «Дон Жуан» — Донна Анна
- «Евгений Онегин» — Татьяна
- «Трубадур» — Леонора
- «Руслан и Людмила» — Горислава
- «Богема» — Мими
- «Иоланта» — Иоланта
- «Набукко» — Абигаиль
- «Сильва» — Сильва
- «Царская невеста» — Домна Сабурова
- «Князь Игорь» — Ярославна

### Роли в кино
| Год  |   | Название                          | Роль                               |
| ---- | - | --------------------------------- | ---------------------------------- |
| 1973 | ф | Старые стены                      | девочка в электричке               |
| 1977 | ф | Девочка, хочешь сниматься в кино? | Лёлька, подружка Инги              |
| 1978 | ф | Уходя — уходи                     | Света Сулина, дочь Дмитрия и Алисы |
| 1979 | ф | Бабушкин внук                     | Марина                             |
| 1981 | ф | Трижды о любви                    | Вера                               |
| 1982 | ф | За счастьем                       | Феня                               |
| 1982 | ф | Магистраль                        | Людмила                            |
| 1984 | ф | Прохиндиада, или Бег на месте     | Капа, коллега Любомудрова          |
| 1985 | ф | Вот моя деревня…                  | Евдокия                            |
| 1991 | ф | Хмель                             | Ефимия, жена Мокея                 |
| 1994 | ф | Прохиндиада-2                     | Тереза                             |

### Сценарии к фильмам
- 1991 — Хмель